# Blatná (údolí)
Blatná je údolí v severní části pohoří  Velká Fatra na Slovensku.
Je to boční údolí Ľubochnianské doliny, do které vyúsťuje z východu. Protéká ním stejnojmenný potok. Vede ním žlutě značená turistická trasa z Ľubochnianské doliny ke vojenské zotavovně na Smrekovici. Asi uprostřed údolí se nachází jezero Blatné, které je přírodní památkou.